# Core i5
Intel Core i5 — семейство процессоров x86-64 от Intel. Позиционируется как семейство процессоров среднего уровня цены и производительности, между более дешёвым Intel Core i3 и более дорогим Core i7. Они имеют встроенный контроллер памяти и поддерживают технологию Turbo Boost (автоматический разгон процессора под сильной нагрузкой ЦП). Многие имеют встроенный графический процессор. Как и другие процессоры для разъемов LGA 1155/1156, Core i5 соединяются с чипсетом через шину DMI.

## Поколения процессоров Core i5
Первые Core i5 для настольных компьютеров появились в сентябре 2009 года и используют ядро Lynnfield микроархитектуры Nehalem. В 2010 году появились Core i5 с ядром Clarkdale и со встроенным графическим процессором (в корпусе процессора, но на отдельном кристалле). Мобильные версии Core i5 используют ядро Arrandale. В январе 2011 года было представлено второе поколение процессоров Core с микроархитектурой Sandy Bridge, в том числе Core i5. В данной архитектуре Intel впервые интегрировала графическое ядро в кристалл процессора. В апреле 2012 года появилось третье поколение процессоров Core i5 на ядре Ivy Bridge. В 2013 году появились процессоры Intel Core i5 Haswell для разъемов LGA 1150, в том числе с разблокированным множителем, что даёт возможность разгонять процессор. Во втором квартале 2015 года было выпущено промежуточное поколение на микроархитектуре Broadwell, впоследствии не получившее широкого распространения в связи с высокой ценой и скорым выходом следующего поколения, а несколькими месяцами позже, 1 сентября 2015 года, вышло новое поколение — Intel Skylake. Через год, точнее, в январе 2017 года появилось новое поколение процессоров Kaby Lake (Skylake Refresh), также там присутствует серия Core i5, а уже в сентябре 2017 года анонсировано новое поколение процессоров Coffee Lake, они стали доступны для покупки начиная с 5 октября 2017 года. В 2023 году вышла новая версия процессоров i5-13ххх (наименование процессоров получило кодовое обозначение gishara) 

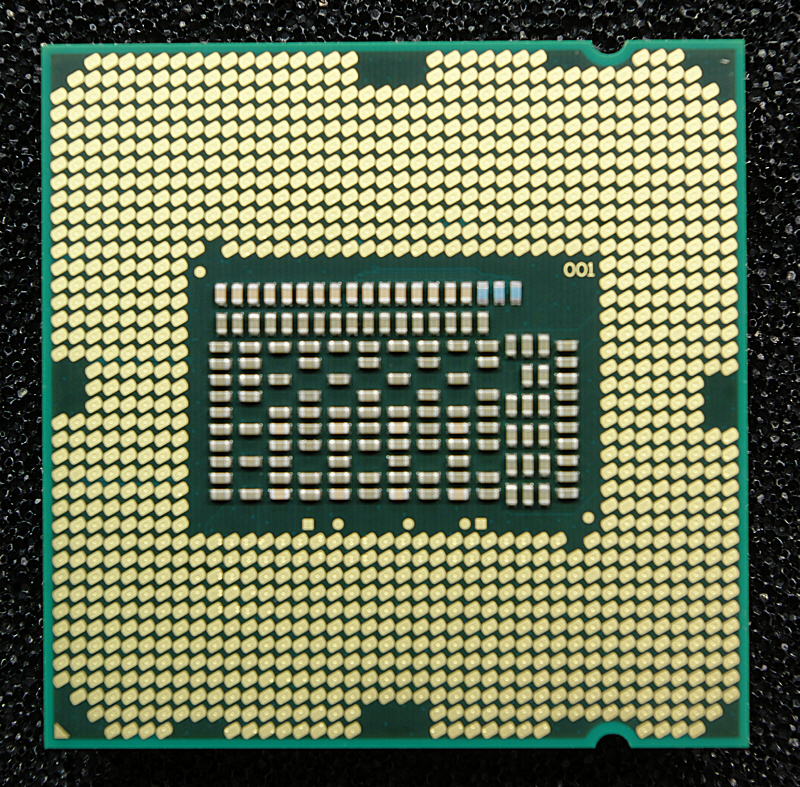
Обратная сторона процессора Core i5

| Поколение | Год  | Архитектура         | серия CPU  | Сокет             | Ядра (потоки)               | Кеш L3   |
| --------- | ---- | ------------------- | ---------- | ----------------- | --------------------------- | -------- |
| 1         | 2009 | Nehalem             | i5-7xx     | LGA 1156          | 4 (4)                       | 8 Мб     |
| 1         | 2010 | Westmere            | i5-6xx     | LGA 1156          | 2 (4)                       | 4 Мб     |
| 2         | 2011 | Sandy Bridge        | i5-2xxx    | LGA 1155          | 4 (4)                       | 6 Мб     |
| 3         | 2012 | Ivy Bridge          | i5-3xxx    | LGA 1155          | 4 (4)                       | 6 Мб     |
| 4         | 2013 | Haswell             | i5-4xxx    | LGA 1150          | 4 (4)                       | 6 Мб     |
| 5         | 2015 | Broadwell           | i5-5xxx    | LGA 1150          | 4 (4)                       | 4 Мб     |
| 6         | 2015 | Skylake             | i5-6xxx    | LGA 1151          | 4 (4)                       | 6 Мб     |
| 7         | 2017 | Kaby Lake           | i5-7xxx    | LGA 1151 LGA 2066 | 4 (4)                       | 6 Мб     |
| 8         | 2017 | Coffee Lake         | i5-8xxx    | LGA 1151-R2       | 6 (6)                       | 9 Мб     |
| 8         | 2018 | Whiskey Lake        | i5-8xxx    | LGA 1151-R2       | 6 (6)                       | 9 Мб     |
| 8         | 2018 | Amber Lake          | i5-8xxx    | BGA-1515          | 2 (4)                       | 4 Мб     |
| 9         | 2018 | Coffee Lake Refresh | i5-9xxx    | LGA 1151-R2       | 6 (6)                       | 9 Мб     |
| 10        | 2019 | Comet Lake-U        | i5-10xxxU  | BGA-1528          | 4 (8)                       | 6 Мб     |
| 10        | 2019 | Amber Lake          | i5-10xxxY  | BGA-1377          | 4 (8)                       | 6 Мб     |
| 10        | 2019 | Ice Lake            | i5-10xxxGx | BGA-1526          | 4 (8)                       | 6 Мб     |
| 10        | 2020 | Comet Lake-H        | i5-10xxxH  | BGA-1440          | 4 (8)                       | 8 Мб     |
| 10        | 2020 | Comet Lake-H        | i5-10500H  | BGA-1440          | 6 (12)                      | 12 Мб    |
| 10        | 2020 | Comet Lake-S        | i5-10xxx   | LGA 1200          | 6 (12)                      | 12 Мб    |
| 11        | 2020 | Tiger Lake          | i5-11xxG7  | BGA-1449          | 4 (8)                       | 8 Мб     |
| 11        | 2021 | Rocket Lake         | i5-11xxx   | LGA 1200          | 6 (12)                      | 12 Мб    |
| 12        | 2021 | Alder Lake          | i5-12xxx   | LGA 1700          | P-6 E-4 (16) P-6 (12)       | 20/18 Мб |
| 13        | 2023 | Raptor Lake         | i5-13xxx   | LGA 1700          | P-6 E-4 (16) / P-6 (12)     | 24/20 Мб |
| 14        | 2023 | Raptor Lake Refresh | i5-14xxx   | LGA 1700          | P-6 E-8 (20) / P-6 E-4 (16) | 24/20 Мб |